# Volodymyr Tcherniak
Volodymyr Kirilovitch Tcherniak (en ukrainien : Володимир Кирилович Черняк), né le 26 octobre 1941 et mort le 18 janvier 2021, est un homme politique ukrainien. Membre du Mouvement populaire d'Ukraine, il a été membre de la Verkhovna Rada de 1998 à 2006.
Il décède de la COVID-19 le 18 janvier 2021, à l'âge de 79 ans,.